# 生田鷹司
生田 鷹司（いくた ようじ、1990年1月30日 - ）は、日本の男性声優、歌手。
所属事務所はホーリーピーク、SACRA MUSIC（アーティスト）。高知県出身。
生田と堀江晶太を中心に結成された５人組ロックバンドPENGUIN RESEARCHのメンバーであり、ボーカルを担当。

## 略歴
2008年高知高校卒。中学の時は野球部に所属していた。中学3年のころに友達に誘われギターを始め、その後もギター・ボーカルとしてバンド活動を行う。
保育士として就職したのち、本格的な音楽活動を行うため2014年に上京。上京とほぼ同時期に堀江晶太に声を掛けられ、PENGUIN RESEARCHにボーカルとして加入。
上京の直後、『バンドやろうぜ!』で声優の仕事が決まり、浅沼晋太郎に声優としてのノウハウを学んだ。

## 人物
ゲームが趣味であり、個人の配信チャンネルを所有している。
麦茶を飲む際、大きな音で喉を鳴らすことができる。
幼い頃からアニメやゲームが好きだった事をきっかけに声の演技にも興味を持ち、声優としての活動にも日々励んでいる。少年役や陽気な高校生役などの演技を得意としているが、それだけに留まらず幅広いキャラクターを演じるため様々な役柄に挑戦中。

## 出演
太字はメインキャラクター。

### テレビアニメ
2016年
- カードファイト!! ヴァンガードG ギアースクライシス編 / ストライドゲート編（ファイター2、研究員B）
- マギ シンドバッドの冒険（家臣、家臣A）
- あまんちゅ!（生徒達、男子A）
- ReLIFE（男子生徒B）

2018年
- ゾイドワイルド（キャンディ）

2021年
- アイ★チュウ（日下部虎彦）
- 灼熱カバディ（イケメンサッカー部員1、サッカー部員1、サッカー部員）

2023年
- 川越ボーイズ・シング（2023年 - 2024年、日向行）

### OVA
- ReLIFE 完結編（2018年、男子）

### Webアニメ
- ホイッスル!（ボイスリメイク版）（2016年、五味薫[15]）

### ゲーム
2015年
- 東京ファントム

2016年
- デモンゲイズ2（トマ）
- バンドやろうぜ!（東雲大和）
- 輪華ネーション（吉田松陰）

2017年
- スタレボ☆彡 88星座のアイドル革命（冠野タクト）

2018年
- メタルマックス ゼノ（ヨッキィ）

2020年
- にゃんグリラ（虎鉄）
- アイ★チュウ Étoile Stage（日下部虎彦）

2022年
- 夢職人と忘れじの黒い妖精（チェッピー）

### ドラマCD
- 五ツ星プリンス（2015年、宮内聖也）
- バンドやろうぜ!（2016年 - 2020年、東雲大和）
- 真夜中アイドル！モザチュン（2017年 - 2019年、明羽貴彦[23]）
- 戦国ロック活劇「天歌奏流-TENKASOUL-」（2020年 - 、千吉良洋行[24]）

### デジタルコミック
- 漫レコ ストレンヂフルーツ（2015年、高原慧）

### その他
- Twitterラノベ 神譜のソルフェジオ -unisonic liberta-（2016年 - 2017年、間奏）
- ReFlap（2019年 - 、鐘ヶ江隼弥[25]）

## ディスコグラフィ

### 歌手参加作品
| 発売日        | 商品名 | 歌             | 楽曲     | 備考                                               |
| ------------- | ------ | -------------- | -------- | -------------------------------------------------- |
| 2020年2月26日 | No.7   | 地縛少年バンド | 「No.7」 | テレビアニメ『地縛少年花子くん』オープニングテーマ |

### キャラクターソング
| 発売日   | 商品名                                                            | 歌 | 楽曲                                    | 備考                                             |
| 2016年   | 2016年                                                            | 2016年 | 2016年                                  | 2016年                                           |
| -------- | ----------------------------------------------------------------- | --- | --------------------------------------- | ------------------------------------------------ |
| 3月16日  | 五ツ星プリンス〜コンプリート・コレクション〜                      | 宮内聖也（生田鷹司） | 「ハレルヤ Days!」                      | 『五ツ星プリンス』関連曲                         |
| 9月7日   | Dreamer                                                           | BLAST［東雲大和（生田鷹司）］ | 「Dreamer」 「Objection」               | ゲーム『バンドやろうぜ!』関連曲                  |
| 2017年   |                                                                   | |                                         |                                                  |
| 3月1日   | デュエル・ギグ！vol.1                                             | BLAST［東雲大和（生田鷹司）］ | 「Alternative」 「Nightmare boogie」    | ゲーム『バンドやろうぜ!』関連曲                  |
| 3月1日   | デュエル・ギグ！vol.1 -BLAST EDITION-                             | BLAST［東雲大和（生田鷹司）］ | 「songwriter」                          | ゲーム『バンドやろうぜ!』関連曲                  |
| 10月25日 | デュエル・ギグ！vol.2                                             | BLAST［東雲大和（生田鷹司）］ | 「sparkler song」 「Bystander」         | ゲーム『バンドやろうぜ!』関連曲                  |
| 10月25日 | デュエル・ギグ！vol.2 -BLAST EDITION-                             | BLAST［東雲大和（生田鷹司）］ | 「Lullaby」 「*〜アスタリスク〜」       | ゲーム『バンドやろうぜ!』関連曲                  |
| 10月25日 | 真夜中アイドル！モザチュン VOL.1 モザイク・スターズ               | モザチュン | 「モザイク・スターズ」 「Day Night VS」 | 『真夜中アイドル！モザチュン』関連曲             |
| 12月22日 | 真夜中アイドル！モザチュン VOL.3 Monochrome Desire                | VAn≠ish | 「Monochrome Desire」 「Still」         | 『真夜中アイドル！モザチュン』関連曲             |
| 2018年   |                                                                   | |                                         |                                                  |
| 5月11日  | 真夜中アイドル！モザチュン Hi Fi Five                             | モザチュン | 「Hi Fi Five」 「Our Believe」          | 『真夜中アイドル！モザチュン』関連曲             |
| 11月21日 | デュエル・ギグ！vol.3                                             | BLAST［東雲大和（生田鷹司）］ | 「Resonance」 「BLASTY」                | ゲーム『バンドやろうぜ!』関連曲                  |
| 11月21日 | デュエル・ギグ！vol.3 -BLAST EDITION-                             | BLAST［東雲大和（生田鷹司）］ | 「Shout for life」 「BUREIKO☆TIME」     | ゲーム『バンドやろうぜ!』関連曲                  |
| 11月21日 | DUEL GIG EXTRA                                                    | 東雲大和（生田鷹司） | 「on my mark」                          | ゲーム『バンドやろうぜ!』関連曲                  |
| 12月26日 | スタレボ☆彡 88星座のアイドル革命 THE BEST「STAR REVOLUTION」Vol.3 | Luna Lore | 「Horoscope」 「イケナイヒミツ」        | ゲーム『スタレボ☆彡 88星座のアイドル革命』関連曲 |
| 2019年   |                                                                   | |                                         |                                                  |
| 2月14日  | ギルティ×ギルティ×ギルティ                                        | 明羽貴彦（生田鷹司） | 「ギルティ×ギルティ×ギルティ」          | 『真夜中アイドル！モザチュン』関連曲             |
| 12月25日 | ReFlap Startup Song Entertain                                     | 鐘ヶ江隼弥（生田鷹司）、鷹宮陽向（松岡侑李）、鴎端慧（佐香智久）、五百雀玲於奈（天月）、鷲埜瑞人（濱野大輝）、鵡川郁（石井孝英）、孔雀石麗司（熊谷健太郎） | 「Entertain」                           | 『ReFlap』関連曲                                 |
| 12月25日 | ReFlap Startup Song Entertain                                     | 鐘ヶ江隼弥（生田鷹司）、孔雀石麗司（熊谷健太郎） | 「Entertain」 「Moment」                | 『ReFlap』関連曲                                 |
| 2019年   |                                                                   | |                                         |                                                  |
| 6月10日  | ReFlap Chasing RePlayers'Collection                               | 鐘ヶ江隼弥（生田鷹司）、鴎端慧（佐香智久）、鷲埜瑞人（濱野大輝）、鵡川郁（石井孝英）                                                                       | 「Beautiful Revenger」 「Believers」    | 『ReFlap』関連曲                                 |
| 2020年   |                                                                   | |                                         |                                                  |
| 3月18日  | マジカル LOVE ポーション！                                        | アイチュウリーダーズ | 「マジカル LOVE ポーション！」          | ゲーム『アイ★チュウ Étoile Stage』主題歌         |
| 12月23日 | OUVERTURE                                                         | ArS | 「Dance All Right!!!」                  | ゲーム『アイ★チュウ Étoile Stage』関連曲         |
| 12月23日 | OUVERTURE 初回限定盤                                              | アイチュウリーダーズ | 「マジカル LOVE ポーション！」          | ゲーム『アイ★チュウ Étoile Stage』関連曲         |
| 2021年   |                                                                   | |                                         |                                                  |
| 2月24日  | 一番星                                                            | アイチュウ | 「一番星の歌〜未来のレジェンド伝説〜」  | テレビアニメ『アイ★チュウ』オープニングテーマ    |
| 2月24日  | 一番星                                                            | アイチュウリーダーズ | 「Rainbow☆Harmony」                     | テレビアニメ『アイ★チュウ』オープニングテーマ    |
| 2月24日  | 一番星                                                            | アイチュウリーダーズ | 「Singing! Swinging!」                  | テレビアニメ『アイ★チュウ』エンディングテーマ    |

### ユニットメンバー
1. ↑  生田鷹司×オーイシマサヨシ×ZiNG
2. 1 2  星名真幸（齊藤智也）、伏見勇利（根塚良）、三咲なつめ（山本智哉）、高崎伊織（河本啓佑）、明羽貴彦（生田鷹司）
3. ↑  高崎伊織（河本啓佑）、明羽貴彦（生田鷹司）
4. ↑  冠野タクト（生田鷹司）、針間理斗（千葉翔也）、三毛門椎太（山谷祥生）
5. 1 2  愛童星夜（KENN）、枢木皐月（森久保祥太郎）、ノア（花江夏樹）、日下部虎彦（生田鷹司）、華房心（村瀬歩）、轟一誠（前野智昭）、エヴァ・アームストロング（下野紘）、竜胆椿（小野友樹）
6. ↑  日下部虎彦（生田鷹司）、桃井恭介（花倉洸幸）、鳶倉アキヲ（田丸篤志）、海部子規（谷地克文）、折原輝（松岡禎丞）、若王子楽（平川大輔）
7. ↑  愛童星夜（KENN）、枢木皐月（森久保祥太郎）、ノア（花江夏樹）、日下部虎彦（生田鷹司）、華房心（村瀬歩）、轟一誠（前野智昭）、エヴァ・アームストロング（下野紘）、竜胆椿（小野友樹）、夜鶴黒羽（小林裕介）
8. ↑  愛童星夜（KENN）、湊奏多（井口祐一）、御剣晃（豊永利行）、枢木皐月（森久保祥太郎）、枢木睦月（近藤隆）、ノア（花江夏樹）、ラビ（中西尚也）、黎朝陽（榎木淳弥）、レオン（増田俊樹）、リュカ（梅原裕一郎）、日下部虎彦（生田鷹司）、桃井恭介（花倉洸幸）、鳶倉アキヲ（田丸篤志）、海部子規（谷地克文）、折原輝（松岡禎丞）、若王子楽（平川大輔）、華房心（村瀬歩）、神楽坂ルナ（天﨑滉平）、及川桃助（山本和臣）、轟一誠（前野智昭）、赤羽根双海（内田雄馬）、三千院鷹通（白井悠介）、鮮血の帝王（下野紘）、死と時の番人（柿原徹也）、罪人の道化師（下妻由幸）、竜胆椿（小野友樹）、朴木十夜（峰岸佳）、斑尾巽（斉藤壮馬）、杜若葵（木村良平）